# Can Torra de la Riba
Can Torra de la Riba és un edifici del municipi de la Garriga (Vallès Oriental) inclòs en l'Inventari del Patrimoni Arquitectònic de Catalunya.

## Descripció
És una edificació amb tipologia de masia aïllada. Consta de planta baixa i pis. La façana és de pedra. La casa s'aixeca davant un pati. El conjunt està integrat per dos cossos: el principal, de planta rectangular i composició simètrica, i un lateral adossat al principal. Les obertures que conformen les finestres són quadrades i estan encerclades amb arc de pedra. La coberta és a dues vessants.

## Història
En els darrers anys s'ha construït una nova edificació al bell mig del pati que hi havia davant la masia primitiva, això ha suposat, a conseqüència del poc gust amb què aquesta nova edificació ha estat pensada, que el conjunt primitiu ha quedat alterat negativament des del punt de vista arquitectònic.